# Zpětné vazby klimatických změn

Příklady pozitivní (kladné) zpětné vazby a negativní (záporné) zpětné vazby při oteplování klimatu.

Zpětné vazby klimatických změn jsou důležité pro pochopení klimatických změn, protože zpětné vazby zesilují nebo zeslabují účinek jednotlivých klimatických faktorů a hrají tak důležitou roli při určování citlivosti klimatu a budoucího stavu klimatu. Zpětná vazba obecně je proces, při kterém změna jedné veličiny mění druhou veličinu a změna druhé veličiny zase mění první veličinu. Pozitivní (neboli posilující) zpětná vazba změnu první veličiny zesiluje, zatímco negativní (neboli vyrovnávací) zpětná vazba ji snižuje.
Termín „forcing“ znamená změnu, která může „tlačit“ klimatický systém směrem k oteplování nebo ochlazování. Příkladem klimatického forcingu je zvýšená koncentrace skleníkových plynů v atmosféře. Podle definice jsou forcingy vůči klimatickému systému vnější, zatímco zpětné vazby jsou vnitřní; zpětné vazby v podstatě představují vnitřní procesy systému. Některé zpětné vazby mohou působit relativně izolovaně od zbytku klimatického systému, jiné mohou být úzce propojené, proto může být obtížné určit, jakou měrou k tomu který proces přispívá.
Vlivy a zpětné vazby společně určují, jak moc a jak rychle se klima mění. Hlavní pozitivní zpětnou vazbou při globálním oteplování Země je tendence oteplování zvyšovat množství vodní páry v atmosféře, což následně vede k dalšímu oteplování. Hlavní negativní zpětná vazba vychází ze Stefanova–Boltzmannova zákona, množství tepla vyzářeného ze Země do vesmíru se mění se čtvrtou mocninou teploty zemského povrchu a atmosféry. Pozorování a modelové studie naznačují, že existuje čistá pozitivní zpětná vazba na oteplování. Velké pozitivní zpětné vazby mohou vést k náhlým nebo nevratným účinkům v závislosti na rychlosti a rozsahu klimatické změny.
Body zvratu klimatického systému představují práh, při jehož překročení dojde ke změně stavu klimatického systému. Nový stav se stabilizuje pomocí negativní zpětné vazby, která převažuje u nového stavu. V páté hodnotící zprávě IPCC se uvádí, že „se zdá, že je velmi pravděpodobné, že lidskou činností nelze vyvolat 'nekontrolovatelný skleníkový efekt' (runaway greenhouse effect) – analogický s Venuší.“ Tedy, že pozitivní zpětnou vazbu při oteplování klimatu nakonec překoná stabilizační negativní zpětná vazba, která zastaví oteplování.

## Pozitivní zpětné vazby

### Při oteplování klimatu
Při oteplování dochází k tání ledu. Led ale odráží více záření, takže když už není, zvyšuje se absorbovaná energie záření a tak dochází k dalšímu oteplování.
Při oteplování se vypařuje více vody. Vypařováním vzniká vodní pára, což je skleníkový plyn, takže dochází k dalšímu oteplování.

#### Zpětné vazby uhlíkového cyklu
Existují predikce a některé důkazy, že globální oteplování může způsobit úbytek uhlíku ve suchozemských ekosystémech a způsobovat tak zvýšení koncentrace atmosférického CO2. Několik klimatických modelů naznačuje, že globální oteplování v průběhu 21. století by mohlo být urychleno reakcí suchozemského koloběhu uhlíku na takové oteplování. Všech 11 modelů ve studii C4MIP (součást CMIP6) zjistilo, že větší část antropogenního CO2 zůstane ve vzduchu, pokud se zohlední změna klimatu. Do konce 21. století se tento dodatečný CO2 pohyboval mezi 20 a 200 ppm u dvou extrémních modelů, většina modelů ležel přírůstek mezi 50 a 100 ppm. Vyšší množství CO2 vedlo k dodatečnému oteplení klimatu v rozmezí 0,1 až 1,5 °C. Stále však existovala velká nejistota ohledně velikosti těchto citlivostí. Osm modelů přisuzovalo většinu změn pevnině, zatímco tři oceánu. Nejsilnější zpětné vazby jsou v těchto případech způsobeny zvýšenou respirací uhlíku z půdy v boreálních lesích severní polokoule ve vysokých zeměpisných šířkách. Zejména jeden model (HadCM3) naznačuje sekundární zpětnou vazbu uhlíkového cyklu v důsledku ztráty velké části amazonského deštného pralesa v reakci na výrazné snížení srážek nad tropickou Jižní Amerikou. Ačkoli se modely neshodují v názoru na sílu jakékoli zpětné vazby pozemského uhlíkového cyklu, každý z nich naznačuje, že jakákoli taková zpětná vazba by urychlila globální oteplování.

### Při ochlazování klimatu
Při ochlazování klimatu dochází k rozšiřování zalednění. Klesá tak odrazivost a tím i teplota ze záření. To vede k dalšímu rozšiřování zalednění a tedy se jedná o pozitivní zpětnou vazbu. Někteří vědci se v rámci teorie sněhové koule domnívají, že mohla být takto pokryta převážná část Země.

## Negativní zpětné vazby

### Při oteplování klimatu
Při oteplování klimatu hraje roli oblačnost, růst rostlin, sluneční záření a teplota planety. S rostoucím zářením se zvyšuje teplota, což způsobuje větší oblačnost a zvyšuje se tím albedo, takže se množství dopadajícího záření snižuje. Oblačnost je také ovlivňována koloběhem vody. Je to tedy stabilizační negativní zpětná vazba.
Chemické zvětrávání dlouhodobě odebírá oxid uhličitý z atmosféry. S oteplováním klimatu se zvětrávání zvyšuje, takže přes snižování skleníkového jevu působí jako negativní zpětná vazba.
Dle Stefan–Boltzmannova zákona se čtvrtou mocninou rostoucí termodynamické teploty Země roste záření opouštějící Zemi.

### Při ochlazování klimatu
Při ochlazování klimatu působí jako negativní zpětná vazba například pokles hladiny oceánů.